# Kachlahatch
 (signalé en juillet 2025).
Si vous disposez d'ouvrages ou d'articles de référence ou si vous connaissez des sites web de qualité traitant du thème abordé ici, merci de compléter l'article en donnant les références utiles à sa vérifiabilité et en les liant à la section « Notes et références ».
- Archive Wikiwix
- Bing
- Cairn
- DuckDuckGo
- E. Universalis
- Gallica
- Google
- G. Books
- G. News
- G. Scholar
- Persée
- Qwant
- (zh) Baidu
- (ru) Yandex
- (wd) trouver des œuvres sur Wikidata

La rivière Kachlahatch (en russe : Кашлагач ; en ukrainien : Кашлагач) est un cours d'eau ukrainien, affluent de la rivière Mokri Yaly, et appartenant au bassin versant du fleuve Dniepr. De même que la rivière Mokri Yaly, elle prend sa source près de la ville de Volnovakha. Elle conflue avec cette dernière juste au nord de la ville de Velyka Novossilka, dans l'oblast de Donetsk, qu'elle ne quitte jamais.